# Vira (Pyrénées-Orientales)
 For alternative betydninger, se Vira (flertydig). (Se også artikler, som begynder med Vira)
Vira (occitansk: Viran) er en by og kommune i departementet Pyrénées-Orientales i Sydfrankrig.

## Geografi
Vira ligger i landskabet Fenouillèdes 59 km vest for Perpignan. Nærmeste byer er mod nordøst Saint-Paul-de-Fenouillet (17 km) og mod nordvest Caudiès-de-Fenouillèdes (11 km).

## Demografi

### Udvikling i folketal
| 1962                                                              | 1968 | 1975 | 1982 | 1990 | 1999 | 2007 | 2012 | 2017 |
| ----------------------------------------------------------------- | ---- | ---- | ---- | ---- | ---- | ---- | ---- | ---- |
| 35                                                                | 34   | 23   | 42   | 32   | 29   | 33   | 29   | 26   |
| Tal fra og med 1962 er uden dobbelttælling (sans doubles comptes) |      |      |      |      |      |      |      |      |